# Tobias Barkman
Tobias Barkman, född 1977, är en svensk journalist, kriminalreporter och författare.

## Biografi
Barkman har under många år arbetat på Sydsvenskan som kriminalreporter. År 2009 gav han ut boken Jakten på en mördare som beskriver polisarbetet som så småningom ledde till att Helénmordet kunde klaras upp. Boken beskrivs som "ingen distanslös hyllning till polismakten - men en tribut till de enskilda poliserna". Boken har 2020 kommit ut i en nyutgåva, och är underlag för TV-serien Jakten på en mördare som sändes i sex delar i SVT1 2020.
År 2011 gav Barkman ut Maffiakrig. Nio avrättade män och staden de levde i - ett reportage. Boken handlar om kriminella 80-talister i Malmö, en ny generation i gangstervärlden som tar vid där Lasse Wierups och Matti Larssons två böcker Svensk maffia slutade.

## TV
- 2020 – Jakten på en mördare[4], baserad på Barkmans bok med samma namn.